# 白山史学会
白山史学会（はくさんしがくかい）は、史学の研究・普及を目的とする学会。
事務局を東京都文京区白山5-28-20東洋大学文学部史学科共同研究室内に置いている。

## 事業
- 会誌の発行、研究会・講演会・見学会等の開催など[1]

## 会誌
- 『白山史学』